# Выжить после
«Вы́жить по́сле» — российский телесериал выживания, снятый «Арт Пикчерс Вижн» по заказу телеканала СТС.
Премьера сериала состоялась 18 ноября 2013 года на телеканале СТС. Заключительная серия вышла в эфире телеканала СТС Love 4 марта 2016 года.

## Сюжет
Действие сериала происходит в Москве, в ближайшем будущем.

### Первый сезон
Одиннадцать молодых людей заперты в подземном бункере. Они не знают, как сюда попали и ради чего их здесь держат.
Тем временем автомобиль корпорации «Вершина», перевозящий смертельный вирус для испытания на людях, попадает в аварию, и вирус проникает в метро. Десятки тысяч людей погибают, остальных — эвакуируют. Большая часть столицы России опустела, в ней остались те немногие, кто не успел на эвакуацию, а также мурании — девушки детородного возраста с хорошими генами, превратившиеся в зомби. При помощи высокочастотного крика они парализуют людей и нападают на жертву. Мурании оставляют в живых только тех, кто может влиться в их армию и принести потомство. Процесс превращения девушек в мутанток может идти несколько часов или даже дней, в зависимости от степени укуса.

### Второй сезон
Прошёл месяц с тех пор, как вирус «Клейто» превратил Москву в город-призрак, населённый мутантками. Город по-прежнему изолирован от внешнего мира, и контролируется корпорацией «Вершина», сменившей руководство, но не цели. Скрывая от общественности правду, и утверждая, что в городе не осталось выживших, корпорация продолжает исследование вируса, используя город как своего рода испытательный полигон для заражённых.
Учёные корпорации выясняют, что вирус мутирует, постепенно наделяя своих носителей свойствами, необходимыми для выживания. Группа выживших молодых людей находится внутри закрытого города без связи и защиты. Объединяясь в группы или действуя поодиночке, они пытаются спасти свои жизни не только от заражённых особей, но также и от боевиков корпорации, зачищающих город от нежелательных свидетелей. У них у всех разные цели — кто-то хочет любой ценой покинуть город, а кто-то намерен остаться и начать войну против корпорации, чтобы отомстить за гибель близких.

### Третий сезон
Прошло две недели. Корпорация «Вершина» больше не контролирует столицу. В Москву вводятся регулярные войска и подразделения МЧС. Начинается зачистка города от мураний. Правительство страны считает вирус «Клейто» биологическим оружием, и потому ставит для ФСБ приоритетную задачу по поиску антивируса. Создать его возможно лишь при участии Нади, вожака мураний, на которую и начинается охота. Группе молодых людей удаётся покинуть карантинную зону, но смогут ли они вернуться к своей обычной жизни? Их борьба за выживание продолжается и за периметром.

## Персонажи

### В главных ролях

#### Подопытные проекта «Клейто»
| Актёр                      | Роль                                                                          |
| -------------------------- | ----------------------------------------------------------------------------- |
| Евгения Розанова           | Надежда Голдман, начинающая модель и королева мураний                         |
| Дмитрий Ендальцев          | Дмитрий (Митя) Черкасов, плэйбой и тусовщик                                   |
| Сергей Годин               | Валерий (Валера) Сычёв, футбольный фанат, скинхед                             |
| Иван Макаревич             | Александр Филиппов («Скат»), хакер, пытавшийся взломать базу данных «Вершины» |
| Любовь (Новикова) Аксёнова | Марина                                                                        |
| Бибигуль Актан             | Айжан Истынбаева                                                              |
| Галина Звягинцева          | Ирина Радомская                                                               |
| Валерия Федорович          | Наташа                                                                        |
| Евгений Вильтовский        | Паша                                                                          |
| Вадим Утенков              | Стас                                                                          |
| Василий Михайлов           | Женя («Ботан»)                                                                |

#### Противники корпорации «Вершина»
| Актёр                | Роль |
| -------------------- | --- |
| Александр Галибин    | Иван Сергеевич Радомский, учёный-генетик, отец Ирины Радомской                                                                                            |
| Шамиль Хаматов       | Макс |
| Олег Васильков       | «Муравьед», глава вооружённой группы диггеров мародёров, которые пытались найти выход из карантинной зоны, попутно уничтожая мураний и боевиков «Вершины» |
| Максим Керин         | Анатолий Лобода, биолог |
| Татьяна Казючиц      | Вероника Фадеева |
| Мария Белоненко      | Екатерина Федякова, журналист информационного агентства «Новости сегодня»                                                                                 |
| Руслан Джайбеков     | Виктор Иванович Сокольский, главный редактор информационного агентства «Новости сегодня»                                                                  |
| Сергей Белов         | Руст |
| Анастасия Королькова | Настя |
| Кристина Исайкина    | Аглая |
| Александр Сигуев     | Петя |
| Фёдор Бавтриков      | Вова |
| Кристина Борейко     | Леся |
| Евгений Пеккер       | Константин (Костя) Смирнов |
| Ксения Соколова      | Ангелина (Лина) Смирнова |
| Олег Хайбуллин       | «Жрец», глава секты |
| Антон Батырев        | Андрей Рогожин |
| Арина Постникова     | Кристина |
| Денис Васильев       | «Тимон», хакер |

#### Сотрудники корпорации «Вершина»
| Актёр              | Роль                                                                  |
| ------------------ | --------------------------------------------------------------------- |
| Михаил Елисеев     | Сергей Михайлович Глотов, руководитель проекта «Клейто»               |
| Артём Григорьев    | Пётр Чернов                                                           |
| Филипп Рейнхардт   | Рудольф Хаусхофер, вице-президент                                     |
| Ирина Баринова     | Инга Анатольевна Белова, руководитель отдела инновационных разработок |
| Григорий Данцигер  | Леонид Маркович Брыль, руководитель исследовательского центра         |
| Елена Меркулова    | ассистентка Леонида Брыля                                             |
| Кирилл Мелехов     | Олег Митрофанов, курьер службы продовольственного обеспечения         |
| Константин Демидов | начальник службы безопасности исследовательского центра               |
| Денис Старков      | Суменко, следователь внутренней безопасности                          |
| Витас Эйзенах      | Алекс, адвокат                                                        |
| Алексей Овсянников | Врежик, киллер корпорации                                             |

#### Москвичи и гости столицы
| Актёр                  | Роль                                                 |
| ---------------------- | ---------------------------------------------------- |
| Семён Штейнберг        | Серёга                                               |
| Наталия Вязовская      | Елена Одинцова                                       |
| Ричард Бондарев        | Олег                                                 |
| Лукерья Ильяшенко      | Гера                                                 |
| Ольга Веникова         | мурания                                              |
| Лилия Мэй              | Ольга                                                |
| Татьяна Косач-Брындина | мама погибшей девочки Алисы                          |
| Владислав Сыч          | папа погибшей девочки Алисы                          |
| Анастасия Чепелюк      | «Рапида», звезда русского экстрима                   |
| Николай Дроздовский    | Игорь Иванович, полковник ФСБ                        |
| Максим Дахненко        | Сергей Викторович Ершов, майор ФСБ                   |
| Антон Афанасьев        | Давид Андреевич Мазуркевич, продюсер 2-го телеканала |
| Светлана Богацкая      | Валентина Смирнова                                   |
| Кирилл Ермичев         | Сева Бадыч                                           |
| Леонид Тимцуник        | Василий Михайлович («Дед»), сторож                   |
| Антонина Чижикова      | Эля                                                  |
| Евгения Туркова        | Яна, редактор телешоу «Чёрный день»                  |
| Никита Волков          | Федя                                                 |
| Илья Ловкий            | Стёпа                                                |
| Ола Кейру              | Артурчик                                             |
| Валентина Оленева      | Оксана Литвинова                                     |
| Валерий Новиков        | Вилор Павлович Цветнов, директор 2-го телеканала     |
| Василий Бриченко       | Илья                                                 |

## Эпизоды
| Сезон | Сезон | Серии | Период трансляции         |
| ----- | ----- | ----- | ------------------------- |
|       | 1     | 12    | 18 — 26 ноября 2013       |
|       | 2     | 12    | 1 — 17 февраля 2016       |
|       | 3     | 12    | 18 февраля — 4 марта 2016 |

### Сезон 1
| № серии | Премьера   | Описание серии |
| ------- | ---------- | --- |
| 1       | 18.11.2013 | Несколько не знакомых друг с другом молодых людей просыпаются в странном месте, похожем на бункер. Попытки узнать, где они и как сюда попали, ни к чему не приводят. Однако ребята обнаруживают в бункере операционные столы и видеокамеры. В это же время профессор Радомский пытается дозвониться дочери, чтобы она покинула Москву как можно скорее. Некий человек сообщает Радомскому, что его дочь похищена, и этим вынуждает профессора вернуться к работе. Радомский подчиняется. В окружении охраны со всеми предосторожностями он везёт в машине колбу с каким-то веществом. Машина попадает в аварию, колба падает в решётку стока, и неизвестное вещество проникает в воздуховоды метро. |
| 2       | 18.11.2013 | Мутирующий вирус, вырвавшись наружу, начинает убивать людей. В городе паника, начинается эвакуация. Ребята, запертые в бункере, делают предположения о том, для чего их похитили. Руководитель корпорации «Вершина» Глотов, которая обещает людям вечную молодость, узнает, что в живых после заражения остаются только девушки. Радомского приказано найти живым или мёртвым. Радомский пытается привлечь внимание полиции, но вместо того, чтобы его выслушать, полицейский запирает его в обезьяннике и уходит. У сидящего в бункере Жени начинаются галлюцинации. Его изолируют. В бункере появляется призрак девочки. |
| 3       | 19.11.2013 | После смерти Жени паника в бункере сменяется ужасом и отчаянием. В Москву приезжает начинающий спасатель Макс, прорывается сквозь оцепление, ищет сестру. Радомскому удается освободиться из заключения, он сбегает оттуда вместе с другим задержанным — Сергеем. Кто-то запирает Иру и Митю в холодильнике. Ребята в бункере начинают подозревать друг друга. Максу удаётся найти в больнице, где работает его сестра, единственного выжившего врача. Тот просит Макса уезжать, пока не поздно. Радомский и Сергей напиваются в заброшенном баре. Придя в себя, Радомский находит окровавленный труп Сергея. |
| 4       | 19.11.2013 | Валера в припадке ярости разбивает видеокамеры в бункере. Ребята думают, как сэкономить остатки питьевой воды. Саше удается отремонтировать одну из камер. Высший совет корпорации «Вершина» озабочен ситуацией с утечкой вируса. Глотов убежден, что ситуация в Москве на руку корпорации, они как никогда близки к созданию «идеального человека». Радомский мечется по городу в поисках Иры, сталкивается с Максом, рассказывает о корпорации «Вершина». Они слышат странные крики. Валера собирает бомбу, чтобы взорвать дверь в бункер. Неожиданно в бункере срабатывает радио, ребята узнают, что город заражён, и выходить на улицу опасно. |
| 5       | 20.11.2013 | Бомба не успевает взорваться — в бункер вваливается окровавленный человек. Ира делает ему операцию. Ребята забирают у него электронный ключ от двери, двигаются к выходу, находя по дороге убитых людей. Валера и Стас выходят наружу и оказываются в лесу. Похоронив погибших, часть ребят уходит выяснить обстановку. Все, кого они видят по дороге, мертвы. В супермаркете сталкиваются со странными девушками, похожими на зомби. От их нечеловеческих криков у всех закладывает уши. Мутантки преследуют ребят, на помощь неожиданно приходит Макс, который стреляет в мутанток. Ребятам удаётся сбежать. Вместе с Максом они возвращаются в бункер к остальным. Выясняется, что после заражения все девушки в городе превратились в мутанток. |
| 6       | 20.11.2013 | Военные преследуют мутанток, те убивают их своими криками. Глотову показывают одну из мутанток, он велит начать исследование. Чтобы спасти раненого, Ира с ребятами едет в больницу за донорской кровью. Марина заболевает и уходит, Паша бросается за ней. Раненый в бункере пытается что-то сказать. Марина приходит в лагерь спасения, про который услышала по радио. Наташа рассказывает, что раненый — сотрудник «Вершины» и должен был их всех убить. Митя убивает раненого. Марина понимает, что не больна, а беременна. Ребята прогоняют Митю из бункера. Глотов узнаёт о необыкновенных свойствах мутанток и требует оберегать их, приказав зачистить город от оставшихся в живых людей. |
| 7       | 21.11.2013 | Ребята подготавливают автомобили, чтобы выбраться из города. На Айжан нападает мутантка, но Валере удаётся её нейтрализовать. Марина и Паша до сих пор не вернулись, Надя предлагает их не ждать. Макс отправляется за сестрой, Ира едет с ним. Оставшиеся в бункере устраивают вечеринку по поводу будущего отъезда. Сестра Макса превратилась в мутантку, Максу приходится убить её, чтобы спасти Иру и себя. В бункере появляются диггеры, рассказывают, что всех, кто пытается покинуть город, расстреливают. Диггеры уходят, забрав с собой Надю. Айжан нездоровится, но она скрывает это. |
| 8       | 21.11.2013 | На улице в Марину стреляют ампулой со снотворным. Марина приходит в себя в лаборатории Глотова. В помощнике Глотова Марина узнает своего бойфренда Петю. Саша выясняет, что их заперли в бункере для реализации секретного проекта «Вершины». Ира не верит, что Радомский проводит опыты на людях. Митя встречает в магазине диггеров и Надю. В бункер приходит лаборант Радомского — Анатолий. Он рассказывает о сыворотке совершенства, которую должны были испытывать на ребятах. Чтобы понаблюдать за реакциями мутантки на ультразвук, Глотов велит отправить к ней Марину. Айжан признаётся, что её укусила мутантка. Ира предлагает идти к Радомскому, чтобы раздобыть вакцину для Айжан. |
| 9       | 25.11.2013 | Стас и Наташа, пообещав привести помощь, разбивают машину. Остальные идут под землёй к Радомскому. Наташу кусает мутантка. Стас, пытаясь сбежать от мурании, натыкается на электрическое поле и погибает. Надя находит Митю в номере отеля. В бункер приходит Петя, обнаруживает там Пашу, привозит его к Глотову. В подземелье Валера и Макс выясняют отношения. Ира признаётся, что Радомский её отец. Неизвестная девушка на байке спасает Сашу от мутанток. Петя помогает Марине и Паше сбежать. Ника, спасшая Сашу, просит помочь ей выбраться из города. Айжан становится хуже. Глотов приказывает отдать Петю на растерзание мутантке. Ира и Макс слышат по радио голос Паши. |
| 10      | 25.11.2013 | В радиоэфире Паша просит ребят встретиться в парке, чтобы вместе уехать из города. Валера против, но Ира убеждает всех идти в парк. В парке ребят арестовывают. В автозаке они встречают Пашу. Паша признаётся, что его заставили сделать объявление по радио, в обмен на жизнь Марины. Надя и Митя предаются любви в отеле. Ника и Саша тренируются стрелять и преодолевать препятствия на байке. Автозак окружают мутантки, Паша ценой собственной жизни спасает ребят. Глотов приказывает направить на город луч ультразвука. Мутантки дружно идут на него. Надя превращается в мутантку. Айжан уходит. Валера бросается за ней, с удивлением замечает, что мутантки не реагируют на него, идут куда-то, как под гипнозом. |
| 11      | 26.11.2013 | Глотову докладывают, что мутантки начали погибать. Айжан теряет силы. В лабораторию «Вершины» проникает ассистент Радомского — Анатолий. Ира приводит ребят в лабораторию отца. Радомский признаётся, что вакцины у него пока нет. Саша и Ника случайно встречают Анатолия, Саша обнаруживает на его одежде жучок. К лаборатории приближаются мутантки. Саша соглашается проводить Анатолия к Радомскому. Ника тайно идёт за ними и спасает всех от мутанток. Анатолий приносит Радомскому недостающие компоненты для вакцины. Ника хочет убить Иру в отместку за то, что натворил с городом Радомский. Радомский не успевает помочь Айжан. Валера вынужден её убить. |
| 12      | 26.11.2013 | Радомский рассказывает о проекте «Клейто» и своих попытках помешать ему. Лабораторию захватывают люди Глотова. Радомский сообщает, что заразил Глотова вирусом и соглашается дать спасительную вакцину при условии, что Ира и ребята будут вывезены из города. Саша отказывается ехать, его отпускают, он бежит к Нике. Ребят везут в машине корпорации. По дороге машину останавливают диггеры, собираются убить Валеру и Макса, но на помощь неожиданно приходят Ника и Саша. Диггеры отбирают машину, военные на выезде расстреливают её. Глотову сообщают, что «объекты» уничтожены. Вместо вакцины Радомский отдает Глотову шприц с вирусом, Глотов погибает. Ира хочет вернуться к отцу, ребята вызываются ехать с ней. Высший совет корпорации «Вершина» констатирует, что проект создания идеальных людей провалился. Однако по Москве бродит оставшаяся в живых беременная мутантка Надя. |

### Сезон 2
| № серии | Премьера   | Описание серии |
| ------- | ---------- | --- |
| 1 (13)  | 01.02.2016 | Месяц назад в Москве произошла вспышка эпидемии неизвестного заболевания со 100 % летальным исходом для мужской части населения, девушки же превратились в загадочных и кровожадных существ, мураний. Корпорация «Вершина» одна из первых отреагировала на ситуацию — из города эвакуировали население и ввели карантин. Столица оцеплена военными и обнесена электрическим полем, которое убивает при попытке выйти за его пределы. Корпорация «Вершина» утверждает, что люди, которые не успели эвакуироваться в первый день после введения карантина, погибли. Но на самом деле город полон мураний, а незаражённые пытаются выжить. Люди вынуждены прятаться от кровожадных существ и от зачищающих территорию патрулей «Вершины». Выжившие просыпаются утром от неожиданных криков мураний, которые проникли к ним на базу. При осмотре здания выясняется, что кто-то открыл мураниям дверь изнутри. Но кто и зачем отворил дверь? Тем временем в незаражённой зоне девушка погибшего журналиста Катя собирается в Москву за фактами, которые бы подтвердили существование девушек с чёрными глазами и с желанием убивать. А в лаборатории «Вершины», изучающей особи, появляется необычный экземпляр. |
| 2 (14)  | 01.02.2016 | План Валеры о прорыве блокпоста провалился. Корпорация «Вершина» объявляет о начале проекта «Освобождение», всем желающим предлагают пройти процедуру санации, после чего они могут быть свободны. Это предложение раскололо лагерь выживших на две части. Некоторые наивно полагают, что их спасут, а кто-то же, напротив, уверен, что это очередная ловушка. Ника обвиняет Ската в бездействии и мягкотелости и разрывает с ним отношения, но в действительности причина кроется намного глубже — девушка влюблена в другого участника группы и не в силах больше скрывать свои чувства. Неожиданно у базы выживших появляется спецназ «Вершины». |
| 3 (15)  | 02.02.2016 | Марина добровольно отправляется на санацию в лабораторию корпорации «Вершина», после она возвращается на базу, не замечая слежки. Группе выживших приходится экстренно эвакуироваться и искать новое убежище. Журналистка Катя попадает в Москву, где сразу же сталкивается с беспощадными черноглазыми девами. По счастливой случайности девушку спасает Валера. Тем временем Митю похищают сектанты, которые чтят богинь смерти с чёрными глазами, которые, по их мнению, призваны очистить мир от скверны. Митя организовывает побег из логова сектантов и попадает в ловушку к мураниям, где встречает единственную и неповторимую. А в лаборатории «Вершины» учёные продолжают изучать особь под номером 144, которая обладает уникальными сверхспособностями. |
| 4 (16)  | 03.02.2016 | Митя попадает в ловушку к мураниям, среди которых он встречает свою бывшую возлюбленную Надю, которая уводит его в своё логово. Валера приводит на базу выживших новенькую Катю, которая ищет доказательства причастности «Вершины» к созданию и распространению вируса. Валера и Катя отправляются на разведку, чтобы найти запасную базу. Во время вылазки они берут в плен наёмника, который собирает капсулы из ушных раковин мураний. Внезапно на базе появляются незваные гости, которые приводят за собой целую стаю мураний. |
| 5 (17)  | 04.02.2016 | Надя в поисках своего возлюбленного приводит к базе выживших целую стаю особей, как лабораторных, так и диких. Выжившие обнаруживают, что остались без оружия, кто-то их предал. Взяв удар на себя, Митя уводит мураний с базы. Позже Митя узнаёт о сущности Нади то, что полностью разрушает его представление о мураниях. А Валере всё чаще мерещится Айжан. Напряжение среди выживших нарастает — кто-то украл оружие и отпустил пленника. Учёные из лаборатории «Вершины» отдают приказ патрулю разыскать муранию и человека, на которого она не напала вопреки своей сущности. |
| 6 (18)  | 09.02.2016 | Митя потрясён тем, что мурания Надя понимает его и даже пытается с ним общаться. Новенькая Катя предлагает Валере взаимное сотрудничество. Девушку интересует любая информация о «Вершине», а взамен она предлагает компрометирующие сведения на одного из группы выживших. Руководство «Вершины» начинает подозревать, что профессор Радомский одновременно с вирусом создал и антивирус, но скрыл это. Валера узнаёт, что Айжан — одна из подопытных в лаборатории «Вершины». Он принимает решение сдаться. |
| 7 (19)  | 10.02.2016 | Лина тайно покидает базу и отправляется на поиски мамы, в городе она едва не становится жертвой мутантки. К Наде возвращается способность понимать и говорить, она приходит в себя и учится контролировать свою суперсилу. Надя пытается принять себя такой, какой её сделал вирус, но она очень боится навредить Мите. Валера не может смириться с тем, что над Айжан проводят опыты. Он хочет убить её и прекратить издевательства. В лаборатории «Вершины» Валеру и Айжан помещают в один вольер. Узнает ли Айжан Валеру или его ждёт неминуемая гибель? Тем временем Лина находит новый дом, а Лобода сообщает Насте, что он видел, как девочку забрал патруль. |
| 8 (20)  | 11.02.2016 | Надя с Митей гуляют по опустевшему городу. Катя следит за ними. Почувствовав девушку, Надя превращается в мутантку. Валера отказывается принимать участие в исследованиях «Вершины», он против опытов над Айжан. Инга Белова, заместитель Хаусхофера, отдаёт приказ отправить несговорчивого Валеру на санацию. Сотрудники лаборатории обнаруживают, что Валера сбежал, а вместе с ним пропала и особь 144. Валера возвращается на базу выживших, чтобы предупредить о планах зачистки и найти предателя, информирующего «Вершину». Лобода продолжает проводить опыты, которые станут причиной необратимых событий для некоторых из выживших. |
| 9 (21)  | 12.02.2016 | Выжившим срочно нужно покидать базу, на которую в скором времени нагрянут патрульные «Вершины». Группа выживших разделяется: Ника уходит с Андреем, который обещает вывезти её за периметр, а Лобода присоединяется к Валере, который и не подозревает об убийстве Насти и Пети. Валера находит укрытие и перевозит туда Айжан. Алину приютила семейная пара, которая на первый взгляд показалась девочке очень доброжелательной. Теперь же эти милые люди заставляют носить платья их умершей дочери и называют её Алисой. Надя решает провести эксперимент, она призывает мураний в особняк, чтобы проверить, насколько они её слушаются, и сможет ли она их контролировать. Большое скопление мутанток настораживает доктора Брэля, он догадывается о причинах скопления и посылает патрульных за альфа-самкой. Валера влюбился в Катю, но как только она приближается к укрытию, Айжан заходится в крике. Валера не может больше ждать и надеяться на то, что Лобода сможет спасти Айжан, он собирается убить её. |
| 10 (22) | 15.02.2016 | Патрульным «Вершины» не удаётся прорваться к особняку и взять альфа-самку. Инга Белова понимает, что мистер Хаусхофер ждёт от неё результатов, ей ничего не остаётся, как самой отправиться на переговоры с Надей и Митей. Инга им сообщает, что скоро в город войдут регулярные войска для зачистки территории, все заражённые будут убиты. Надя — это единственный шанс на спасение мутировавших девушек. Митя и Надя соглашаются принять участие в разработке вакцины против вируса. Тем временем в отношениях Айжан и Валеры всё не так, как хотелось бы Лободе. Катя приходит попрощаться с Валерой, она отправляется в город на поиски Андрея, с которым она планирует покинуть периметр. В лаборатории «Вершины» Надя устраивает представление для мистера Хаусхофера, а профессор Брыль, изучая биоматериал мутантки, приходит в восторг от увиденного. Наконец, он на пороге великих открытий. |
| 11 (23) | 16.02.2016 | Любовь не мутирует, поэтому Айжан сохранила воспоминания, связанные именно с Валерой. Она всё реже приходит в себя из-за того, что чувствует, как теряет связь с любимым, который тайно влюблён в Катю. Лобода заключает его вместе с Айжан, надеясь вернуть былые чувства. По результатам анализов Надя беременна. Возможно, что эмбрион выработал независимую от матери защиту. Неожиданно Надя теряет сознание, а когда приходит в себя, рассказывает Мите о странном сне. Катя обманом добывает видеокопии протоколов санации и разыскивает Андрея, чтобы выбраться за периметр. После разговора с ним Катя понимает, что, возможно, Валера в опасности. Семья, в которую попала Лина, оказывается не такой уж доброжелательной. Они насильно удерживают девочку и заставляют носить одежду погибшей дочери. |
| 12 (24) | 17.02.2016 | Инга приказывает профессору Брэлю сделать Наде аборт, чтобы использовать стволовые клетки плода для разработки вакцины. Лобода продолжает держать Валеру в заточении несмотря на то, что это не даёт желаемых результатов. Катя, заподозрив Лободу в обмане, готова пожертвовать собственной жизнью, чтобы спасти Валеру. Айжан последний раз приходит в себя, чтобы проститься с любимым. Ника и Андрей, получив данные от информатора в лаборатории «Вершины», готовятся к выезду за периметр. Руст находит прикованную Лину в семье душевнобольных, готовых убить любого, кто попробует отобрать у них «дочь». Надя, узнав о распоряжении Инги, приходит в ярость. Теперь она способна управлять сознанием не только мутанток, но и людей. |

### Сезон 3
| № серии | Премьера   | Описание серии |
| ------- | ---------- | --- |
| 1 (25)  | 18.02.2016 | Правительство начинает полномасштабную военную операцию в Москве. Бывшую столицу «Вершина» больше не контролирует. В городе начинается новая жизнь — границы заражённой территории изменены. У людей появляется новый взгляд на мураний, хотя по-прежнему они считаются опасными существами, которые до конца не изучены. В «Вершине» происходят глобальные перемены. |
| 2 (26)  | 19.02.2016 | К одному из участников группы обращается девушка с просьбой разыскать её брата. Но только ли эта у неё цель? Мирные жители напуганы и боятся тех, кто когда-то был в заражённой зоне — теперь им грозит опасность. |
| 3 (27)  | 22.02.2016 | Группа ребят вынуждена бежать из города и найти новое убежище, но они даже не подозревают, с чем им придётся столкнуться. Тем временем в лаборатории продолжают проводить бесчеловечные эксперименты с целью разработать антидот вируса. |
| 4 (28)  | 23.02.2016 | Не всем, кто спасся во время эпидемии, удаётся побороть своих внутренних демонов. Один из участников группы узнаёт страшную правду своего спасения. Чувство мести настолько сильно овладевает им, что он готов пойти ва-банк. |
| 5 (29)  | 24.02.2016 | Одному из ребят удаётся раздобыть секретные данные об опытах, которые проводились в лаборатории. Он готов их обнародовать в обмен на ценную информацию. |
| 6 (30)  | 25.02.2016 | В лаборатории удаётся выявить секретную формулу антидота. Но это открытие становится настоящей сенсацией. На одного из участников группы объявлена охота. Его жизнь под угрозой. Успеет ли он завершить свою миссию?! |
| 7 (31)  | 26.02.2016 | Укрытие в новом месте оказывается не таким безопасным, и тайна беглецов раскрывается. Но кого считать предателем? Тем временем один из участников группы пробирается на заражённую территорию, он и не подозревает, с какой опасностью столкнётся в опустевшем городе.                                                                                                |
| 8 (32)  | 29.02.2016 | У сотрудников лаборатории появляется новый подопытный. Теперь бесчеловечные эксперименты будут проводиться над ним. У ребят появляется новый план действий. |
| 9 (33)  | 01.03.2016 | Ребята рискуют своими жизнями, но в результате обнаруживают страшную находку. Под предлогом бескорыстной помощи кто-то видит в вирусе спасение собственной жизни. |
| 10 (34) | 02.03.2016 | Один из выживших, когда-то оказавшийся в заражённой Москве, решает превратить развернувшуюся трагедию в театр. Ненависть людей достигает своего апогея. |
| 11 (35) | 03.03.2016 | Ослеплённый жаждой мести, один из участников группы врывается в здание лаборатории, желая покончить с «вершителями людских судеб». Тем временем запись прямого эфира на телевидении оборачивается трагедией. |
| 12 (36) | 04.03.2016 | События последних дней меняют жизни ребят. Есть ли у них шанс начать всё с чистого листа?! У некоторых появляются вполне конкретные планы. Но никто даже не догадывается, что за новый эксперимент грозит выжившим и пока ещё мирно спящему городу. |

## Саундтрек
Композиторы — Антон Новосельцев (1-3 сезоны) и Роман Куперман (3 сезон).
В фильме использованы музыкальные композиции Александра Карева, Константина Тетерюка, Mechanical Pressure, Александра Соколова, Александра Маслова, James Oclahoma, Арсения Ходина.
| Исполнители         | Название композиции                       |
| ------------------- | ----------------------------------------- |
| Jean-Pierre Taieb   | Running After My Fate (Crucifying Myself) |
| Группа The Hardkiss | October                                   |
| Группа The Hardkiss | Make Up                                   |
| Группа Gorchitza    | Silence                                   |
| Группа Gorchitza    | Last Time                                 |
| Группа Gorchitza    | L.O.L. (Language Of Love)                 |
| Группа Witchman     | Want                                      |
| RIHTER              | I Wanna Know                              |
| RIHTER              | Still Alive                               |
| Группа The Y        | Beyond                                    |

## Производство
- Кастинг для первого сезона сериала длился полгода, в нём приняли участие более 500 человек. Некоторые из утверждённых актёров пробовались по 8—10 раз.
- На роль Нади претендовали более 10 актрис.
- В первом сезоне роли мураний исполняли обычные девушки, а во втором сезоне некоторых из них сыграли профессиональные балерины из Московского музыкального театра имени К. С. Станиславского и Вл. И. Немировича-Данченко.
- Для съёмок поражённой вирусом Москвы в первом сезоне были перекрыты район Китай-города, Московская кольцевая автомобильная дорога и несколько улиц возле Павелецкого вокзала, включая Садовническую набережную[1].
- Часть съёмок первого сезона проходила на Воробьёвых горах, в подземных бункерах в Нахабино, на Таганке (Музей холодной войны) и в Соляных подвалах на улице Солянка[1].
- Панораму Москвы с высоты птичьего полёта снимали при помощи квадрокоптера.
- Офис «Вершины» снимали в башнях Московского международного делового центра «Москва-Сити».
- Жилище Ники снимали в Западном речном порту, близ станции «Фили», напротив Московского международного делового центра «Москва-Сити».
- Самую массовую сцену первого сезона с участием мураний снимали на набережной в Нескучном саду. В ней приняли участие более 50 девушек.
- Старую лабораторию профессора Радомского снимали в новом здании президиума Российской академии наук.
- В начале второго сезона убежищем для ребят служил Дворец культуры ЗИЛа.
- Большая часть городских сцен второго сезона снималась на Московском электроламповом заводе.
- Особняк, в котором живут Митя и Надя во 2 сезоне, находится в усадьбе Петровско-Разумовское.
- На строительство подземного бункера, в котором оказались заперты участники проекта «Клейто», у художника-постановщика и его команды из 8 человек ушло около 3 недель. Бункер состоит из 8 помещений: гостиная, спальный отсек, лаборатория, операционная, холодильник, палаты, душевая, туалетная комната. Площадь декораций составила 600 м²[1].
- Лаборатория корпорации «Вершина» во втором сезоне была создана с нуля за 2 месяца.
- Создатели проекта долго разрабатывали образ мураний. Изначально мутантки должны были быть лысыми, но позднее решили отказаться от этой идеи. В результате мурании получились вполне привлекательными, из неестественного — бледная кожа, огромные чёрные зрачки, дёрганная походка, демоническая улыбка и оглушительный крик, парализующий жертву[1].
- В сериале использовались черные склеральные линзы, предоставленные компанией Икслензес, и в дальнейшем адаптированные ими под съемки. Специально для второго сезона были разработаны новые линзы, у которых был сужен зрачок, чтобы ещё больше скрыть глаза. Актрисам вставлял линзы врач-офтальмолог, который постоянно дежурил на съёмочной площадке.
- Пластику девушек-мутанток, их движения, дёрганную походку разрабатывал и ставил профессиональный хореограф[1]
- Для разработки высокочастотного крика девушек-мутанток звукорежиссёры изучили записи криков десятков диких зверей и птиц.
- Во втором сезоне создатели постарались сделать мураний менее кукольными, а больше похожими на животных. Их движения стали более мягкими, поэтому по пластике они теперь напоминают кошек.

## Продолжение
24 ноября 2013 года Вячеслав Муругов, генеральный директор канала СТС и генеральный продюсер телесериала «Выжить после», в своём микроблоге в «Твиттере» сообщил о том, что второй сезон будет.
10 декабря 2013 года Вячеслав Муругов, в ходе онлайн-конференции на официальном сайте канала СТС, сообщил о втором сезоне следующее: 

«Новый сезон обязательно будет. Вы его увидите осенью 2014-го года. Хочу сказать отдельное спасибо за ваши отклики. Этот проект стал настоящим хитом и по популярности даже обошёл голливудское кино на СТС. Я услышал все ваши просьбы и пожелания по поводу героев, сюжетных линий и обещаю, что мы внимательно к этим пожеланиям отнесёмся. По мере создания проекта — обещаю, что буду держать вас в курсе происходящего через все доступные нам средства коммуникации»— 
16 декабря 2013 года Вячеслав Муругов в своём микроблоге в «Твиттере» сообщил о том, что на корпоративе компании «Арт Пикчерс» был подписан договор о съёмках второго сезона «Выжить после» с одним из режиссёров и оператором первого сезона телесериала.
Несмотря на то, что второй сезон ещё не был показан в эфире, 29 июля 2015 года телеканал СТС сообщил, что стартовали съемки третьего сезона.
24 ноября 2013 года канал СТС продлил сериал на второй сезон, который будет состоять из 12 новых серий. Его кастинг не разглашался. Одна из главных интриг сезона — имена тех, кто выжил после событий первого сезона. Съёмки прошли с 3 августа по 9 ноября 2014 года.
Премьера второго сезона состоялась на канале СТС 1 февраля 2016 года. С 1 по 4 февраля 2016 года в эфире СТС в 22:00 были показаны 5 первых серий второго сезона. Премьера 6-й серии второго сезона состоялась на канале СТС Love 9 февраля 2016 года в 22:00. Повторы выходят по пятницам в 00:25 на СТС.
С 21 июля по 21 сентября 2015 года прошли съёмки третьего сезона, который также будет состоять из 12 новых серий. Премьера состоялась на канале СТС Love 18 февраля 2016 года в 22:00. Премьера третьего сезона на канале СТС состоялась 11 марта 2016 года в 00:20. Новые серии выходили в эфире канала СТС Love с понедельника по пятницу в 22:00. Сериал на канале транслируется по пятницам после полуночи, по две серии подряд.
В марте 2016 года телеканал СТС официально заявил о том, что продолжение сериала снимать не планирует
В октябре 2016 года стало известно, что в Каннах на одном из крупнейших международных рынков аудиовизуального контента права на показ сериала с субтитрами были проданы Японии.

## Рейтинг телесериала в России
Средняя доля первого сезона составила 13,7 %, что на 20 % выше средней доли данного тайм-слота. Максимальная доля сериала в отдельные дни превышала 19 % по России.
Доля заключительной серии первого сезона в целевой аудитории Все 10-45 составила 19,3 %, рейтинг — 4,0 %, аффинити — 144 %. СТС занял первое место по России среди всех каналов.
Высокие рейтинги обеспечили сериалу продление на второй и третий сезоны.

## Награды и номинации
- Поисковая система «Яндекс» по итогам запросов екатеринбургских интернет-пользователей за весь 2013 год присудила телесериалу «Выжить после» девятое место в десятке «Российских сериалов»[13].
- Сериал был представлен в ежегодной молодёжной премии «OOPS! Chose Awards! 2016» в номинации «Лучший сериал TV».